# Zaleszczewo
Zaleszczewo – niestandaryzowany przysiółek wsi Leszczewo w Polsce, położona w województwie podlaskim, w powiecie suwalskim, w gminie Jeleniewo.
Dawniej odrębna wieś i gromada w gminie Jeleniewo. W 1827 roku miało 12 domów i 74 mieszkańców. 1954–1971 w gromadzie Żubryn.
W latach 1975–1998 miejscowość administracyjnie należała do województwa suwalskiego.